# 旁遮普語大學
旁遮普語大學（英語：Punjabi University）是位於印度旁遮普邦伯蒂亚拉的一所州立公立大學。該大學成立於1962年4月30日，是世界上第二所以語言命名的大學（第一所是以色列的希伯來大學）。它被設想為一所以教學與研究為主的綜合性大學，主要致力於旁遮普語言和文化的發展與豐富，同時也關注該邦的社會和教育需求。

## 歷史
旁遮普語大學於1962年4月30日成立。